# MWG-Wohnungsgenossenschaft Magdeburg
Die MWG-Wohnungsgenossenschaft eG Magdeburg ist eine Wohnungsgenossenschaft in Magdeburg. Die MWG wurde 1954 als Arbeiterwohnungsbaugenossenschaft (AWG) gegründet. Mit rund 9.000 eigenen Wohnungen, mehr als 13.300 Mitgliedern und als Wohneigentumsverwalter für zusätzlich mehr als 1.000 Wohnungen ist die MWG heute zahlenmäßig die größte Wohnungsgenossenschaft des Landes Sachsen-Anhalt. Mit den MWG-Mitgliedern und deren Angehörigen wohnen ca. 15.000 Einwohner der Stadt Magdeburg in MWG-Wohnungen.

## Geschichte
Nach den Arbeiteraufständen vom 17. Juni 1953 sorgte die SED-Führung für die Gründung von zahlreichen Wohnungsbaugenossenschaften in der DDR, um die Unzufriedenheit der Bevölkerung mit Versorgungslage und Wohnungsnot zu lindern. So geschah es auch in Magdeburg. Mit Unterstützung von Großbetrieben und der Arbeitskraft von Wohnungssuchenden sollte die riesige Wohnungsnot der Nachkriegsjahre gelindert werden. In Magdeburg wurden ab 1954 binnen weniger Monate zwanzig Arbeiterwohnungsbaugenossenschaften (AWGn) gegründet. Darunter auch die vier Vorläufer-AWGn der heutigen MWG-Wohnungsgenossenschaft: AWG „Karl Liebknecht“ (gegründet Juli 1954), AWG „Georgij Dimitroff“ (August 1954), AWG „Karl Marx“ (September 1954) und AWG „Örtliche Wirtschaft“ (Juni 1957).
Die AWG „Örtliche Wirtschaft“ wurde im April 1962 in AWG „Friedrich Engels“ umbenannt, und zur „Leit-AWG“ im Bezirk Magdeburg erklärt. Durch Fusionen mit der AWG „Georgij Dimitroff“ und mit der Ländlichen Genossenschaft Magdeburg (beide 1965), mit der AWG „Karl Liebknecht“ (1968) und der AWG „Karl Marx“ (1969) wird sie die größte Genossenschaft im Bezirk Magdeburg. Zum Jahresende 1969 verfügt die AWG über 4.160 Wohnungen. Mit dem Wohnungsbauprogramm der DDR (1973) und der Errichtung von Neubaugebieten in Reform und am Neustädter See wächst der Bestand der Genossenschaft rasant, jedes Jahr um 300 bis 500 Wohnungen. 1983 hatte die AWG 10.977 Wohnungen. Mit einem Plattenbau in der Hans-Grade-Straße 1983 endet das Bauprogramm der AWG „Friedrich Engels“ zu DDR-Zeiten.
Nach der Wiedervereinigung beider deutschen Staaten beschloss die Vertreterversammlung im September 1990 eine neue Satzung auf Basis des Genossenschaftsgesetzes der BRD. Im Mai 1991 wurde die AWG „Friedrich Engels“ zunächst in „1. Magdeburger Wohnungsgenossenschaft“ umbenannt, dann im Juni 1991 in „MWG-Wohnungsgenossenschaft e.G. Magdeburg“.
Seitdem hat die Genossenschaftsgemeinschaft mit ihren rund 9.000 Wohnungen die städtebauliche Entwicklung Magdeburgs mitgeprägt. Seit 1990 investierte die MWG etwa 460 Millionen Euro in ihre Bestände. In den ersten Nachwendejahren waren es vor allem die Umstellung auf Erdgas-Heizung, die komplexen Instandsetzungen und Modernisierungen. Seit der Jahrtausendwende forciert die MWG die Bestandserneuerung, binnen vierzehn Jahren wurden 42 Millionen Euro in den Neubau von 304 Wohnungen in 36 Objekten investiert. 2025 bezog die Genossenschaft ihren neuen Unternehmenssitz im MWG-Forum (Breiter Weg 25).

## Unternehmen
In den ersten Nachwendejahren ging es vorrangig um die Klärung eigentumsrechtlicher Fragen, um Altschulden, Kredite und vor allem um den Abbau des immensen Sanierungsbedarfs. Im Mai 1993 startete die MWG in der Bebertaler Straße 1–6 eine groß angelegte Sanierungswelle, wobei ganze Häuserkomplexe auf einmal saniert wurden. Binnen 20 Monaten wurde für rund 30 Millionen DM etwa die Hälfte des Gesamtbestandes auf modernen Stand gebracht. Zugleich verpflichtete das Altschuldenhilfegesetz die MWG zum Verkauf von 15 Prozent des Bestandes. Doch wegen des Überangebotes an Wohnungen in den Neuen Bundesländern erreichte die MWG die Marke von 1.647 zu verkaufender Wohnungen nicht und konnte lediglich 871 veräußern. Daraufhin wurden der Genossenschaft 60,7 Millionen DM Altschulden erlassen. 94 Millionen DM musste sie selbst tilgen.
Mit der Errichtung von 11 Reihenhäusern im Jahr 1982 baute die MWG nach 18 Jahren erst einmal wieder neu. Es folgten zahlreiche Um- und Ausbauten ehemaliger Plattenbauten und auch der Abriss von 466 Wohnungen zwischen 2000 und 2006. In der Cruciger Straße wurde 2003 erstmals an Stelle eines früheren 120 Meter langen Plattenbaus mit 200 Wohnungen neu gebaut. Es entstanden drei Einzelhäuser mit je 12 Wohnungen. Zwischen 1990 und 2018 hat die MWG 319 Wohnungen neu gebaut. Die MWG ist damit Sachsen-Anhalts größte Wohnungsgenossenschaft.
Zur Unterstützung der Vermietbarkeit und der langfristigen Mieterbindung durch möglichst stabile Betriebskosten wurden die 100%igen Töchter der MWG-Wohnungsgenossenschaft die MWG Media GmbH und die MWG Energie GmbH, gegründet. Gegenstand der MWG Media GmbH ist der Betrieb, die Unterhaltung, Instandsetzung, Wartung, Erneuerung und Rückbau der Netzebene 4 in MWG-Wohnanlagen sowie deren Verwertung und Nutzungsüberlassung. Gegenstand der MWG Energie GmbH ist der Bau, der Betrieb, die Unterhaltung, die Instandsetzung, die Wartung, die Erneuerung und der Rückbau von Wärme- und Warmwasserversorgungsanlagen sowie deren Kauf, Verkauf, Nutzungsinanspruchnahme und Nutzungsüberlassung. Derzeit wird in 50 Neubau- und Bestandsobjekte die Versorgung mit Wärme und Warmwasser durch die MWG Energie GmbH vorgenommen.
Im Jahr 2015 wurde die MWG-Parkraum GmbH für die Errichtung, Vermietung und Bewirtschaftung der Stellplätze des Parkhauses des Neubauprojektes am Südanschnitt des Breiten Weges gegründet.
Zuletzt nahm die MWG-Service GmbH ihren Geschäftsbetrieb zum 1. Januar 2017 auf. Sie dient der besseren Betreuung der MWG-Objekte und der Mieter, die in diesen leben. Dies soll durch kaufmännische und technische Dienstleistungen im Rahmen der Bewirtschaftung der Grundstücke und Gebäude erfolgen, insbesondere mithilfe Hausmeister- und Handwerkerleistungen und der Betreuung der Mieter und Mitglieder.
Unterstützend zum umfänglichen Service- und Betreuungsangebot der MWG wurde im November 2010 der Nachbarschaftsverein der MWG gegründet.

## MWG-Spareinrichtung
Im Dezember 2008 erhielt die MWG-Wohnungsgenossenschaft eG Magdeburg (MWG) die Genehmigung von der Bundesanstalt für Finanzdienstleistungsaufsicht, eine Spareinrichtung betreiben zu dürfen. Die Spareinrichtung ist ein Geschäftsbereich der MWG mit einem Exklusivangebot interessanter Sparprodukte für MWG-Mitglieder und ihre Angehörigen nach § 15 Abgabenordnung (AO) sowie ihre Lebenspartner (nach LPartG). Sie ist die erste Einrichtung ihrer Art in Magdeburg. Zur Sicherheit der anvertrauten Gelder ihrer Mitglieder unterliegt die MWG-Spareinrichtung d Gnossescafder laufenden Kontrolle der Bundesanstalt für Finanzdienstleistungsaufsicht, der Bundesbank und der genossenschaftlichen Prüfungsverbände.
Am 2. März 2009 öffnet die MWG-Spareinrichtung mit einer Geschäftsstelle am Alten Markt. 84,1 Millionen Euro haben 3.345 Sparer (Stand 31. Dezember 2017) hier angelegt. Die Spareinlagen werden im Wesentlichen genutzt zur Modernisierung von Wohnungen der MWG, zur Schaffung neuen Wohnraums und zur Ablösung teurer Kredite.